# Marina Soudakova
Marina Vladimirovna Soudakova (russe : Марина Владимировна Судакова), née Marina Iartseva le 17 février 1989 à Volgograd, est une joueuse internationale russe de handball évoluant au poste d'ailière droite. En 2016, elle est championne olympique avec la Russie. Elle est également championne du monde en 2009.

## Palmarès

### Club
compétitions internationales
- finaliste de la Ligue des champions en 2019[1] (avec Rostov-Don)

compétitions nationales
- championne de Russie en 2015, 2018 et 2019 (avec Rostov-Don)
- vainqueur de la coupe de Russie en 2007, 2008, 2012, 2015, 2018 et 2019 (avec Rostov-Don)

### Équipe nationale
Jeux olympiques
- médaillée d'or aux Jeux olympiques de 2016 de Rio de Janeiro

Championnats du monde
- médaillée d'or au championnat du monde 2009

championnats d'Europe
- médaillée de bronze au championnat d'Europe 2008
- 6e place au championnat d'Europe 2012
- 7e place au championnat d'Europe 2016
- médaillée d'argent au championnat d'Europe 2018